# گمینا مودلیبوژتسه
گمینا مودلیبوژتسه (به لهستانی:  Gmina Modliborzyce) یک گمینا در لهستان است که در شهرستان یانوف لوبلسکی واقع شده‌است. گمینا مودلیبوژتسه ۱۵۳٫۱۵ کیلومتر مربع مساحت و ۷٬۱۲۶ نفر جمعیت دارد.